# Čedžu (provincie)
Speciální autonomní provincie Čedžu (제주특별자치도; 濟州特別自治道) je provincie v Jižní Koreji. Tvoří ji především ostrov Čedžu a několik menších ostrůvků obklopujících hlavní ostrov, např. Udo (우도), Mara-do (마라도) a Gapa-do (가파도). Do provincie také patří souostroví Čchudža, které se nachází v půli cesty mezi ostrovem Čedžu a korejskou pevninou.
Hlavní město Čedžu-si se nachází na severu a jeho katastr zabírá celou severní polovinu ostrova, zatímco jižní polovinu zabírá katastr města Sogüpcho. Celkem v provincii v roce 2013 žilo 593 806 obyvatel.
Od 1. června 2006 má provincie status speciální autonomní provincie; je to jediná taková provincie v Jižní Koreji. Kromě změny názvu získala provincie rozsáhlé administrativní pravomoce, které byly do té doby vyhrazeny pro centrální vládu.